# Xanthichthys auromarginatus
Xanthichthys auromarginatus és un peix teleosti de la família dels balístids i de l'ordre dels tetraodontiformes que habita des de les costes de l'Àfrica oriental fins a Hawaii, Ryukyu i Nova Caledònia. Pot arribar als 30cm de llargària total.